# 版本體
版本體（：／）是一種傳統韓文字體。隨著《訓民正音》的頒佈，諺文字母開始出現於木刻版及其印刷的刻本書籍中。其時人們沒有依照漢字的筆勢來製作或書寫諺文，因此在楷書漢字之外，產生了這種完全不同風格新字體，其特點是橫平豎直，古樸稚拙。版本體所包括的字符只能是諺文，並無與之相匹配的漢字部分。
版本體源自印刷，同時也適合書法。至今仍是人們練習書法的字體之一。代表人物有韓國書法家金忠顯。